# تشارلي أوبراين
تشارلي أوبراين (بالإنجليزية: Charlie O'Brien)‏ هو لاعب كرة قاعدة أمريكي، ولد في 1 مايو 1960 في تلسا في الولايات المتحدة.

## وصلات خارجية
- تشارلي أوبراين على موقعبيزبول رفرنس.كوم (الدوري الرئيسي) (الإنجليزية)
- تشارلي أوبراين على موقعبيزبول رفرنس.كوم (الدوري الثانوي) (الإنجليزية)